# 南京江宁织造博物馆
江宁织造博物馆位于中华人民共和国江苏省南京市玄武区长江路123号，建于清代江宁织造署西花园遗址上，是以江宁织造和《红楼梦》为主题的专题博物馆，2013年5月1日建成正式开放。

## 历史
江宁织造署是清代专门提供御用和官用丝织品的官方机构，也是曹雪芹写作《红楼梦》的蓝本，由江宁织造署改建的江宁行宫在太平天国时被烧毁。1984年，在原南京市大行宫小学地下发现了太湖石和一些丝织染料，当时认为此处为江宁织造府西花园遗址，随即在红学界引发了重建江宁织造府的热烈讨论。2003年3月，再度启动试控性发掘工程。有观点认为此处遗址是江宁织造局遗址所在，而非江宁制造署（府）遗址。
2002年江宁织造府的再造工程正式立项，由浙江广厦集团投资建设，总投资7.2亿元。该项目2009年建成后被空关，2012年4月27日被南京市人民政府以5.98亿元购回，交由南京市文广新局进行“江宁织造府博物馆”的展陈建设。经过征集云锦和红楼梦文物、征集展览内容和形式方案以及施工建设，该馆于2013年2月7日至2月17日试开放，布展和征集文物耗资约1亿元。由于新的意见认为该地应为江宁织造局遗址，因此定名为“江宁织造博物馆”。试开放结束后经过闭馆修整和完善，博物馆于5月1日正式全面开放。

## 建筑

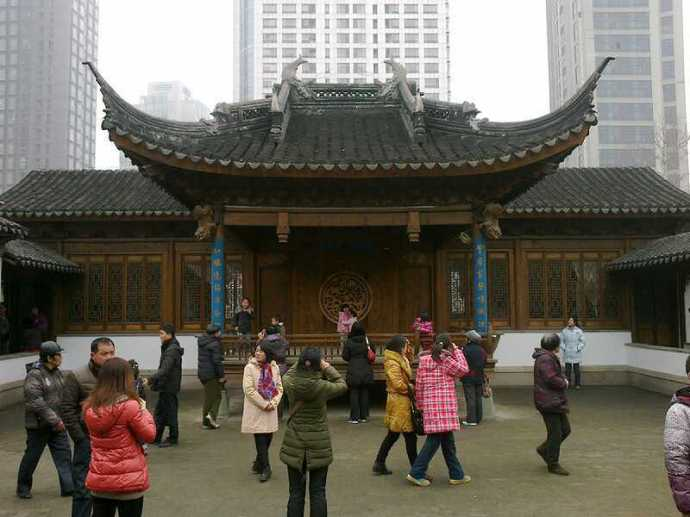
“戏台”，以东阳木雕装饰

江宁织造博物馆位于南京市中心的大行宫地区西北角，是在清代江宁织造府西花园遗址上新建的现代博物馆，面积约为原江宁织造府的四分之一。博物馆由清华大学吴良镛设计，占地1.87万平方米、建筑面积3.7万平方米，分地面建筑和地下建筑两部分，地面建筑4层，有“楝亭”、“萱瑞堂”、“戏台”和“有凤来仪馆”4组代表性建筑，地下建筑2层，内设多组展览陈列。

## 展陈

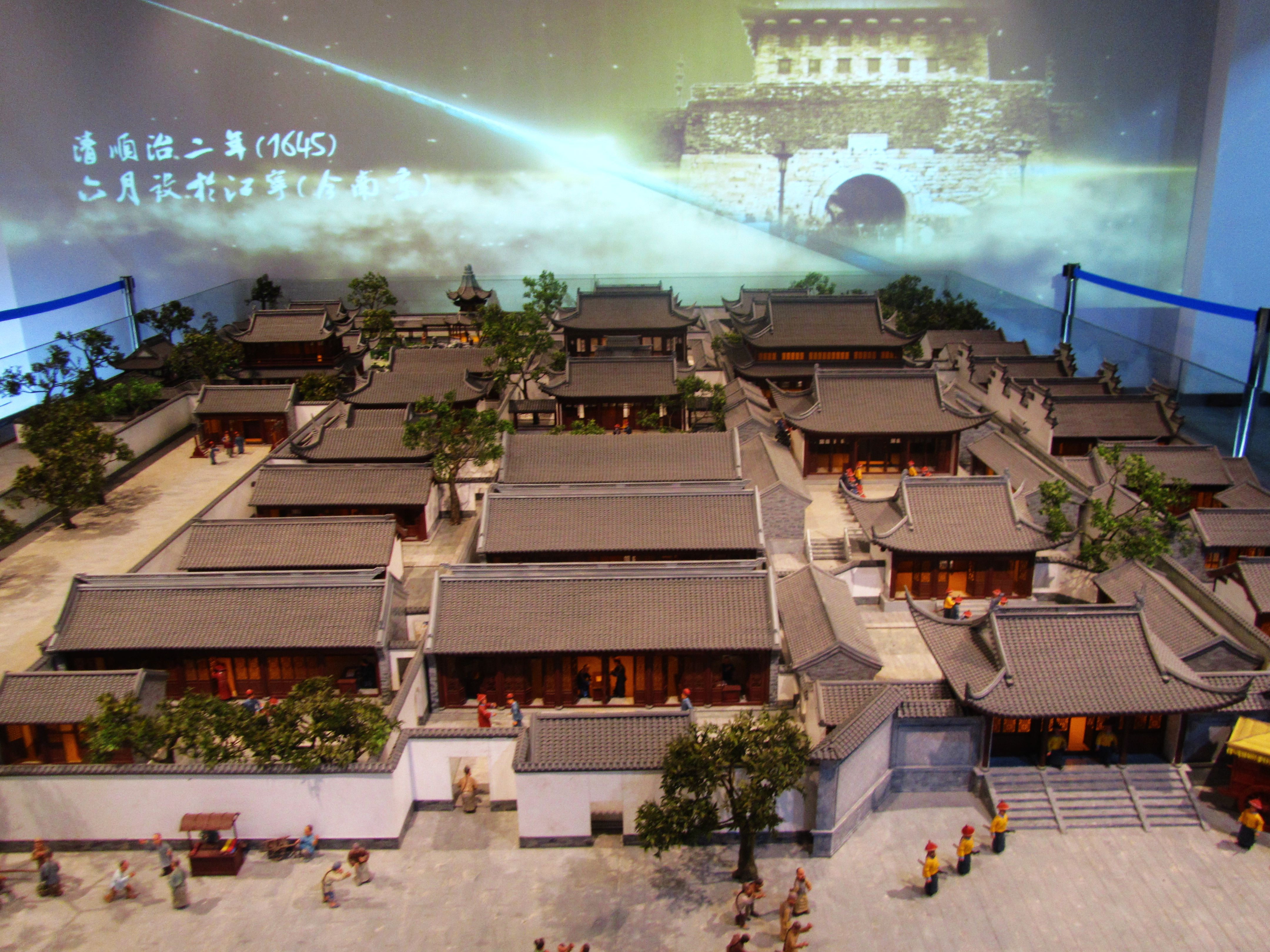
馆内陈列的江宁织造府模型

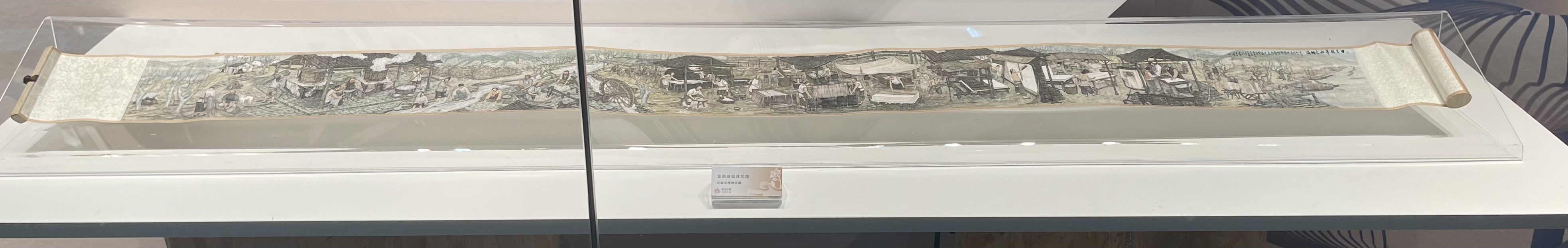
2024年馆内临时展览的宣城市博物馆藏的《宣纸造纸技艺图》

江宁织造博物馆设《江宁织造》、《云锦天衣》、《红楼梦曲》、《中国旗袍》四个常设展览以及《元明清云锦精品》和南京市博物馆藏品《博古珍赏》两个临时展览。博物馆从日本、韩国等地征集到多件明清时期的云锦原件，有江宁织造局产的杏黄色缠枝莲纹织金妆花绒夹服等，该馆在筹备布展期间共向海外收集500多件文物。
2024年，设临时展览《纸美中国 礼韵生花》，展出包括宣城市博物馆藏的《宣纸造纸技艺图》。